# Bret Easton Ellis

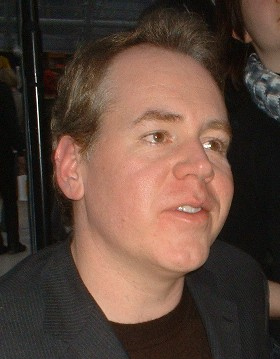
Bret Easton Ellis (2006)

Bret Easton Ellis (* 7. März 1964 in Los Angeles) ist ein US-amerikanischer Schriftsteller. Bekannt wurde er durch Romane wie Unter Null und American Psycho, die in einem nüchtern-satirischen Stil exzesshafte Taten schildern und kontrovers diskutiert wurden.

## Karriere
Aufgewachsen ist Ellis in Sherman Oaks in Kalifornien. 1986 absolvierte er eine Musikausbildung am Bennington College in Vermont. Dieses College diente später als Vorlage für das fiktive „Camden Arts College“, welches in seinem Roman Einfach unwiderstehlich (The Rules of Attraction) eine zentrale Rolle spielt. In den frühen 1980er-Jahren spielte er Keyboard in einigen New-Wave-Bands, z. B. bei „The Parents“.
Während seines Studiums gab Ellis den späteren Roman Unter Null als Arbeit für einen Creative-Writing-Kurs ab. Sein Professor war von der Arbeit beeindruckt und motivierte Ellis, den Roman zu veröffentlichen. 1987 zog er nach New York City, wo er seinen zweiten Roman Einfach unwiderstehlich veröffentlichte. 1991 stieg Ellis mit seinem dritten Roman American Psycho zum Kultautor auf. Die detailliert beschriebenen Gewalt- und Sexexzesse, die in das sinnentleerte Leben des Protagonisten Patrick Bateman eingebettet sind, haben dem Roman viel Aufmerksamkeit gebracht. Nachdem ihn American Psycho weltweit berühmt gemacht hatte, steigerten sich Ellis’ Drogenexzesse. Auf Lesetouren begleitete ihn, im Auftrag seines Verlages Vintage Books, ein Aufpasser, um Ellis’ Drogenkonsum einzudämmen.
Drei Jahre später, 1994, erschien die Kurzgeschichtensammlung Die Informanten (The Informers), in der auch einige Charaktere aus seinen vorherigen Büchern auftauchen. Die Informanten war jedoch eher als Lückenfüller gedacht, da sich das Erscheinen seines Romans Glamorama schon mehrmals verzögert hatte. Schließlich wurde Glamorama 1999 publiziert, von den Kritikern jedoch deutlich negativer als American Psycho aufgenommen. 2001 erschien der Spielfilm Zoolander, mit Ben Stiller und Owen Wilson in den Hauptrollen. Ellis warf den Produzenten von Zoolander vor, die Idee von Glamorama gestohlen zu haben. Zwischen 2005 und 2009 wurde dieser Rechtsstreit offensichtlich in einer geheimen Vereinbarung beigelegt.
Sein nächstes Werk, Lunar Park, war ein halb-autobiografischer Roman, dessen Hauptfigur ebenfalls Bret Easton Ellis heißt und auch Autor ist.
Eine Fortsetzung zu Unter Null erschien 2010 mit dem Titel Imperial Bedrooms, nachdem Ellis 2006 nach Los Angeles zurückgekehrt war. Er wohnt dort seitdem in West Hollywood, am Doheny Drive, „im elften Stock eines weißen Apartmentgebäudes mit großen Balkonen“. In Imperial Bedrooms tauchen einige Figuren aus Unter Null wieder auf, jedoch im Alter um die 40 und verheiratet. Die Verfilmung von Die Informanten kam 2009 heraus.
2012 bekannte Ellis, dass ihn das Schreiben eines neuen Romans nicht interessiere, und er aktuell eher an Drehbüchern arbeite. Unter anderem verfasste er das Drehbuch zu dem 2013 veröffentlichten Film The Canyons.
Seit 2015 produziert er seinen eigenen Podcast. Dort spricht er im Schnitt anderthalb Stunden mit jeweils einem Künstler, den er oftmals persönlich kennt. Es geht um Filme, Literatur, aktuelle politische und gesellschaftliche Themen und soziale Einstellungen. Unter anderem saß er bereits zusammen mit den Regisseuren Quentin Tarantino und Eli Roth, den Schauspielern Judd Nelson und Alex Pettyfer sowie auch den Musikern Kim Gordon und Michael Angelakos (Frontmann von Passion Pit) als auch den Schriftstellern David Shields und Mark Z. Danielewski.
2019 veröffentlichte Ellis mit White sein erstes nonfiktionales Buch. Neben autobiografischen Themen und eigener Werkschau setzt sich Ellis, nach eigenen Angaben ein „enttäuschter Linksliberaler“, mit der amerikanischen Gesellschaft der Gegenwart auseinander. Im Fokus seiner provokant gehaltenen Kritik stehen dabei eine fehlende Debattenkultur, eine übermäßige Politische Korrektheit und die Selbstgerechtigkeit wohlhabender Liberaler, welche er als Mitgründe für die Wahl Donald Trumps sieht.
2023 publizierte er The Shards, seinen ersten Roman seit 13 Jahren, der in seiner deutschen Ausgabe über 700 Seiten lang ist. Das autobiografische Werk, in dem die Hauptfigur den Namen Bret trägt, ist im Jahr 1981 in einer Clique gut situierter Jugendlicher in Los Angeles verortet, die Drogen konsumieren, sexuelle Erfahrungen sammeln und Partys feiern. Schließlich spielt auch ein Serienmörder im Roman eine wichtige Rolle.

## Privates

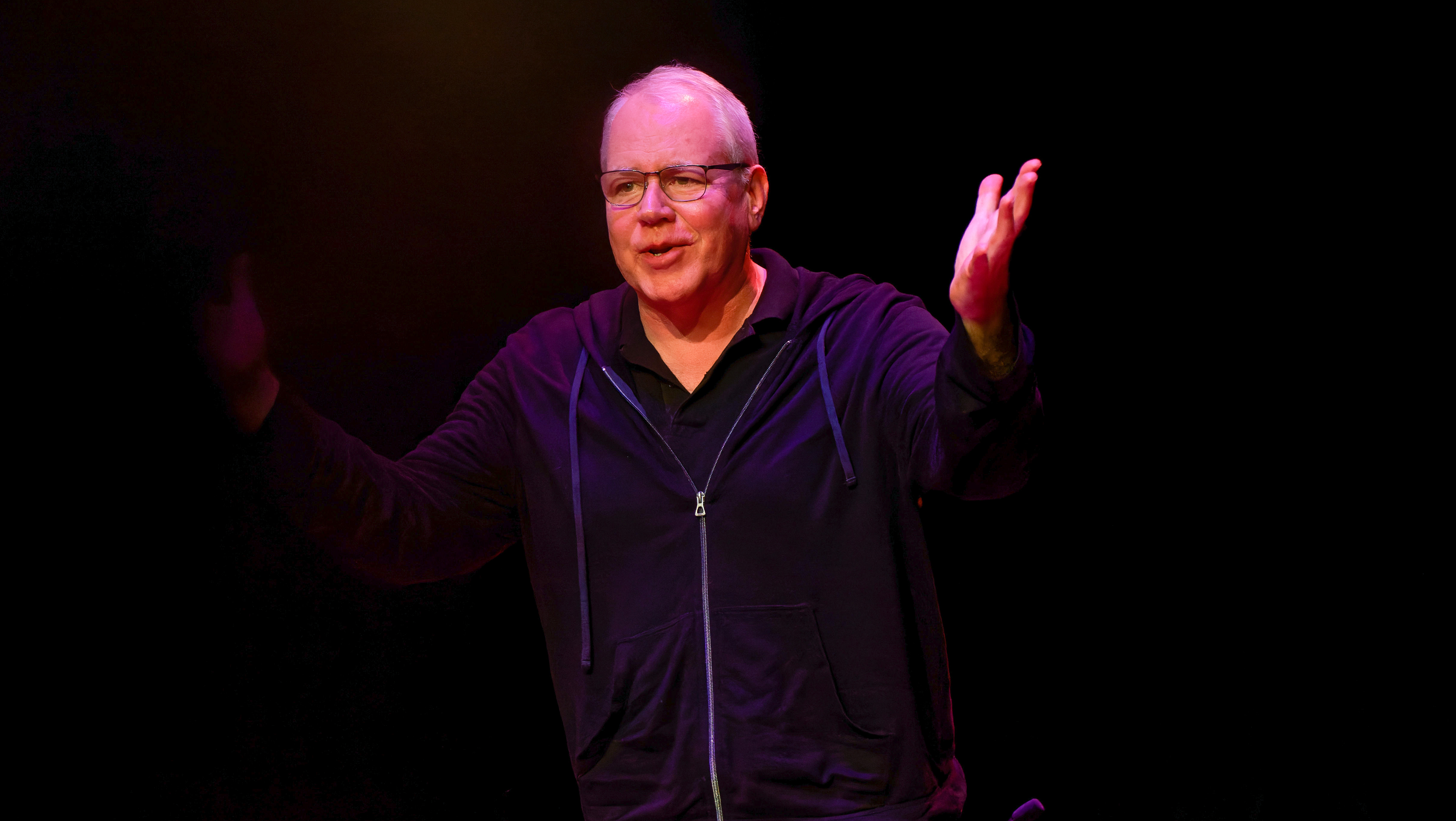
Bret Easton Ellis (2023)

Easton Ellis äußerte sich in Interviews lange zurückhaltend und widersprüchlich zu seinem Privatleben, inzwischen bezeichnet er sich als homosexuell. Sein Lebensgefährte ist der Musiker Todd Michael Schultz. Seinen Vater schildert er als tyrannischen Alkoholiker.
Ellis ist auch auf Twitter aktiv und dort für kontroverse Beiträge bekannt.

## Schreibstil, Thematik
Ellis verwendet einen sehr schlichten und flachen Schreibstil. Er arbeitet häufig mit dem Stilmittel der Wiederholung, in American Psycho etwa wiederholt der Protagonist immer wieder den Satz: „Ich muss einige Videos zurückbringen“, bevor oder nachdem er eine Gewalttat begangen hat. Ellis’ Werke zeichnen sich durch eine schnelle, harte Sprache aus. In jedem seiner Bücher spielen Drogen und Sex eine große Rolle, die das Bild einer „verlorenen Generation“ widerspiegeln, die Ellis fiktional erschaffen hat.
Der Autor wird oft mit „Catcher in the Rye for the MTV Generation“, also „Der Fänger im Roggen der MTV-Generation“, umschrieben. Sein Werk wird oft als nihilistisch beschrieben. Seine Charaktere sind vielfach oberflächlich und austauschbar, es finden sich kaum andere Gesprächsthemen als Drogen, Mode oder Ähnliches. Der Verfall der Werte und Selbstentfremdung werden ebenso thematisiert wie die „Spaßgeneration“, die auf der Suche nach dem nächsten Kick ist, ohne dabei auf Gefühle oder Gesetze Rücksicht zu nehmen.
Neben der Thematik gibt es auch beim Personal häufige Querverbindungen zwischen den Romanen. Immer wieder tauchen Charaktere aus früheren Geschichten in Nebenrollen oder durch Erwähnungen wieder auf. Clay, der Protagonist von Unter Null, kehrt in Einfach unwiderstehlich als Erzähler wieder, der Protagonist ist Sean Bateman. In American Psycho wiederholen sich Szenen aus Unter Null, in denen Clay jedoch durch den Protagonisten von American Psycho, Patrick Bateman, den Bruder von Sean Bateman, ersetzt ist. In Die Informanten, einem Sammelband von Kurzgeschichten, kommen Clay und Patrick sowie je zwei Charaktere aus Unter Null und Einfach unwiderstehlich vor.
Ein gemeinsames Mittagessen von Sean und Patrick Bateman wird in Einfach unwiderstehlich aus der Sicht Seans und in American Psycho aus der Sicht Patricks beschrieben. Glamorama beschreibt über weite Strecken die Europareise von Victor Ward, auf dessen Rückkehr Lauren Hynde in Einfach unwiderstehlich sehnsüchtig wartet. Auch Patrick Bateman wird in Glamorama erwähnt, und in Lunar Park finden sich fast alle wichtigen Charaktere aus Ellis’ Romanen wieder.
Die Romane Less than Zero und Imperial Bedrooms sind nach Songs von Elvis Costello benannt.

## Werke
- 1985: Unter Null (Less than Zero), dt. von Sabine Hedinger, KiWi-Taschenbuch (2006) ISBN 978-3-462-03700-5.
- 1987: Einfach unwiderstehlich (The Rules of Attraction), dt. von Wolfgang Determann, KiWi-Taschenbuch (2001) ISBN 978-3-462-03000-6.
- 1991: American Psycho. dt. von Clara Drechsler und Harald Hellmann, Kiepenheuer und Witsch (2006) ISBN 978-3-462-03699-2 (in Deutschland von 1995 bis 2001 indiziert).
- 1994: Die Informanten (The Informers). dt. von Clara Drechsler, KiWi-Taschenbuch (2009) ISBN 978-3-462-03053-2.
- 1999: Glamorama. dt. von Joachim Kalka, Kiepenheuer & Witsch, Köln 1999 ISBN 978-3-462-02834-8.[27]
- 2005: Lunar Park. dt. von Clara Drechsler und Harald Hellmann, KiWi-Taschenbuch (2019) ISBN 978-3-462-05206-0.[28]
- 2010: Imperial Bedrooms, dt. von Sabine Hedinger, Kiepenheuer & Witsch, Köln 2010. ISBN 978-3-462-04236-8.[29]
- 2019: Weiß. (White, Memoir). dt. von Ingo Herzke. Kiepenheuer & Witsch, Köln 2019. ISBN 978-3-462-05351-7.[30]
- 2023: The Shards. dt. von Stephan Kleiner, Kiepenheuer & Witsch, Köln 2023. ISBN 978-3-462-00482-3.

## Verfilmungen
- 1987: Unter Null (Less than Zero)
- 2000: American Psycho
- 2002: Die Regeln des Spiels (The Rules of Attraction)
- 2009: Die Informanten (The Informers)

## Sekundärliteratur
- Sarina Schnatwinkel: Das Nichts und der Schmerz. Erzählen bei Bret Easton Ellis. Transcript, Bielefeld 2014, ISBN 978-3-8376-2791-6.

## Film
- Killer, Trader und Psychopath – Bret Easton Ellis’ America. Dokumentarfilm. Regie: Jean-Christophe Klotz, Arte, Frankreich 2021